# Víctor Manuel Pérez Rojas
Víctor Manuel Pérez Rojas (ur. 17 października 1940 w Las Mercedes del Llano, zm. 12 listopada 2019 w Caracas) – wenezuelski duchowny katolicki, biskup diecezji San Fernando de Apure w latach 2001–2016.

## Życiorys
Święcenia kapłańskie przyjął 11 września 1965 i został inkardynowany do archidiecezji Calabozo. Był m.in. proboszczem licznych parafii archidiecezji oraz rektorem niższego seminarium w Calabozo (1968-1971).
9 maja 1998 został mianowany przez papieża Jana Pawła II biskupem pomocniczym archidiecezji Calabozo ze stolicą tytularną Tagaria. Sakry biskupiej udzielił mu 23 czerwca tegoż roku ówczesny ordynariusz tejże archidiecezji, abp Helímenas Rojo Paredes.
7 listopada 2001 został mianowany biskupem diecezji San Fernando de Apure.
15 lipca 2016 przeszedł na emeryturę.